# Aeneis
Aeneis (tiếng Latinh: Aenēĭs [ae̯ˈneːɪs] hoặc [ˈae̯neɪs]) là một sử thi viết bằng tiếng Latin do tác gia Vergilius soạn giai đoạn 29–19 TCN. Tác phẩm được học giới coi là xuất sắc nhất trong văn học Latin cổ điển.

## Lịch sử
Trong thời kì Cổ La Mã, các nhà quyền quý thường tìm cách liên đới tổ tiên mình với một vị thần nào trong thần phả Hi Lạp – La Mã nhằm củng cố địa vị trong giới tinh anh xã hội. Ở thời điểm sau cái chết của dưỡng phụ Gaius Iulius Caesar, chấp chính quan Gaius Iulius Caesar Octavianus có lẽ muốn dựng lên một huyền thoại làm lá chắn cho mình để đối phó những hiểm họa trong tam đầu chế. Khoảng năm 29 TCN, Octavianus thuê một thi nhân ít tiếng tăm là Publius Vergilius Maro soạn một tác phẩm với mục đích chứng minh huyết thống thiêng liêng của mình.
Thực tế, trong các thế hệ trước, gia tộc Octavianus đã nhiều lần tuyên bố là hậu duệ nữ thần Aphrodite – biểu tượng nhan sắc và ái tình. Tuy nhiên, thể yêu cầu của Octavianus, Vergilius phải làm thế nào chứng minh rằng, dòng dõi Venus (hay đích đáng là tổ tiên Octavianus) đã kiến thành Roma, nhằm đảm bảo tính chính thống trong quyền lực của Octavianus.
Sau nhiều ngày suy ngẫm, Vergilius quyết định dựa vào Iliás và một phần Odýsseia được cho là của thi sĩ mù Hómēros để sáng tạo sử thi Aeneis, nhưng bằng tiếng Latin. Tác phẩm được soạn trên giấy da dê - một phương tiện kí chú tương đối đắt đương thời. Tuy nhiên trong 10 năm 29-19 TCN, Vergilius trải qua rất nhiều lần chữa thảo bản, cứ soạn xong lại đốt. Năm 19 TCN, trong một chuyến đi biển, Vergilius mất trên thuyền. Octavianus sai hai thi sĩ Lucius Varius Rufus và Plotius Tucca tập hợp các thủ cảo của Vergilius, nhuận sắc rồi cho ấn hành khắp đế quốc.

## Nội dung
Mặc dù còn nhiều khiếm khuyết, nhưng Aeneis được coi là sự kế tục xuất sắc những thiên cổ hùng văn Iliás và Odýsseia, nhưng tác phẩm lại thiên về trữ tình hơn, cũng là văn bản cổ đại hoàn chỉnh nhất còn lưu lại đến nay. Thiên sử thi gồm 9896 câu, chia 12 tập. Cứ theo diễn tiến nội dung, có thể chia 2 phần, mỗi phần 6 tập.
Tác phẩm lấy nhân vật Aineías làm trọng tâm và dõi theo hành trình đi tìm "miền đất hứa" của những hậu duệ Troía. Aineías vốn là con vương tử Ankhísēs xứ Dardanos, bản thân Ankhísēs có họ đàng ngoại với vua Príamos thành Troía. Chủ đích Vergilius coi trứ tác của mình như sự tiếp nối Iliás.
Thời trai trẻ, Ankhísēs có tướng mạo anh tuấn nên được nữ thần Aphrodite si mê. Sau này, Venus sinh cho Ankhísēs con trai và đặt là Aineías (vinh hiển). Dù không trực tiếp nuôi dưỡng Aineías, nhưng bà hứa phù hộ mỗi khi chàng gặp nạn. Venus cũng đồng thời là vị thần được dân Troía phụng thờ.
Arma virumque cano
(Ta tụng võ khí và người)— Câu I

- Ngựa gỗ

Trong trận công thành cuối cùng, biết chắc Troía đã tận số, Venus bèn giăng khói mù cho quân Hi Lạp không bắt được Aineías. Phần Aineías dẫu đã toan liều mạng xông ra chiến đấu, nhưng vợ con níu chàng lại vì biết có ra cũng vô ích. Aineías bèn vác cha lên vai, dẫn vợ con cùng một số nạn dân chạy khỏi đô thành cháy nghi ngút sau lưng. Từ đây bắt đầu hành trình 10 năm đi tìm đất mới cho đoàn người tứ cố vô thân.
- Phiêu bạt

Đương lúc Aineías cùng quẫn không biết đi về đâu, Venus bèn hiện ra bảo chàng cứ nhằm hướng Tây, ắt có ngày tìm được miền đất mà ở đó chàng trở thành một dân lớn, các hậu duệ chàng sẽ làm vua thế gian và phục được mối thù Troía. Thuyền Aineías loanh quanh các đảo nay thuộc Đông Địa Trung Hải, gặp muôn vàn gian nguy, có cả quái vật gây hại, nhưng rốt cuộc cập bờ biển nay là Bắc Phi.
- Carthāgō

Ở Carthāgō, Aineías bệ kiến nữ hoàng Dido lừng danh vì nhan sắc và trí tuệ, bèn kể cho cả triều đình nghe bước đường phiêu lưu của mình. Từ đó, Dido đem lòng yêu Aineías và muốn chàng ở bên mình mãi. Trong một chuyến đi săn của hai người, Aineías được thần Mercury hạ lệnh phải rời Carthāgō trong đêm để tiếp tục sứ mạng vinh quang. Dido phát hiện nhưng không cản được, quẫn chí bèn lấy thanh gươm của Aineías mà tự sát. Bà gieo lời nguyền rằng các hậu duệ bà và các hậu duệ Aineías sẽ đời đời gây thù chuốc oán nhau.
Dux femina facti
(Đàn bà hóa liều)— Câu CCCLXIV

- Sicilia

Thuyền Aineías dong buồm thẳng lên phía Bắc, ngụ đảo Sicilia. Ở đây, người Troía xung đột với bản dân. Sau đó, Aineías nhờ một nữ tế tư đưa xuống thế giới ngầm đặng hòa giải với Dido, nhưng Dido không chịu. Aineías gặp linh hồn cha và được ông lộ cho biết một thành thị tương lai tên là Roma - nơi các hậu duệ Aineías sẽ từ đó mà thống trị thế gian.
Ab uno disce omnes
(Biết một mới biết mười)— Câu LXV-LXVI

Fit via vi
(Có đông có đường)— Câu CDXCIV

Fama volat
(Lời đồn bay xa)— Câu CXXI

- Latium

Đoàn người Troía bỏ Sicilia tới bán đảo Italia, đặt chân vào đồng bằng Latium. Aineías liên tục vướng phải chiến tranh với bản dân, đặc biệt vua Turnus. Sau bao thử thách, rốt cuộc Aineías cũng bình định được đất này, bèn trao lại quyền hành cho con trai và mất. Dòng dõi Aineías trải thêm mấy đời nữa, tới Remus và Romulus thì kiến thành Roma, từ đấy bành trướng dần ra khắp Italia và Địa Trung Hải.
Fata obstant
(Phải cam chịu số phận)— Câu CDXL

Arte magistra
(Dựa vào nghệ thuật)— Câu CDXLII

Audentes fortuna iuvat
(Hạnh vận nhờ trí dũng)— Câu CCLXXXIV

## Văn hóa

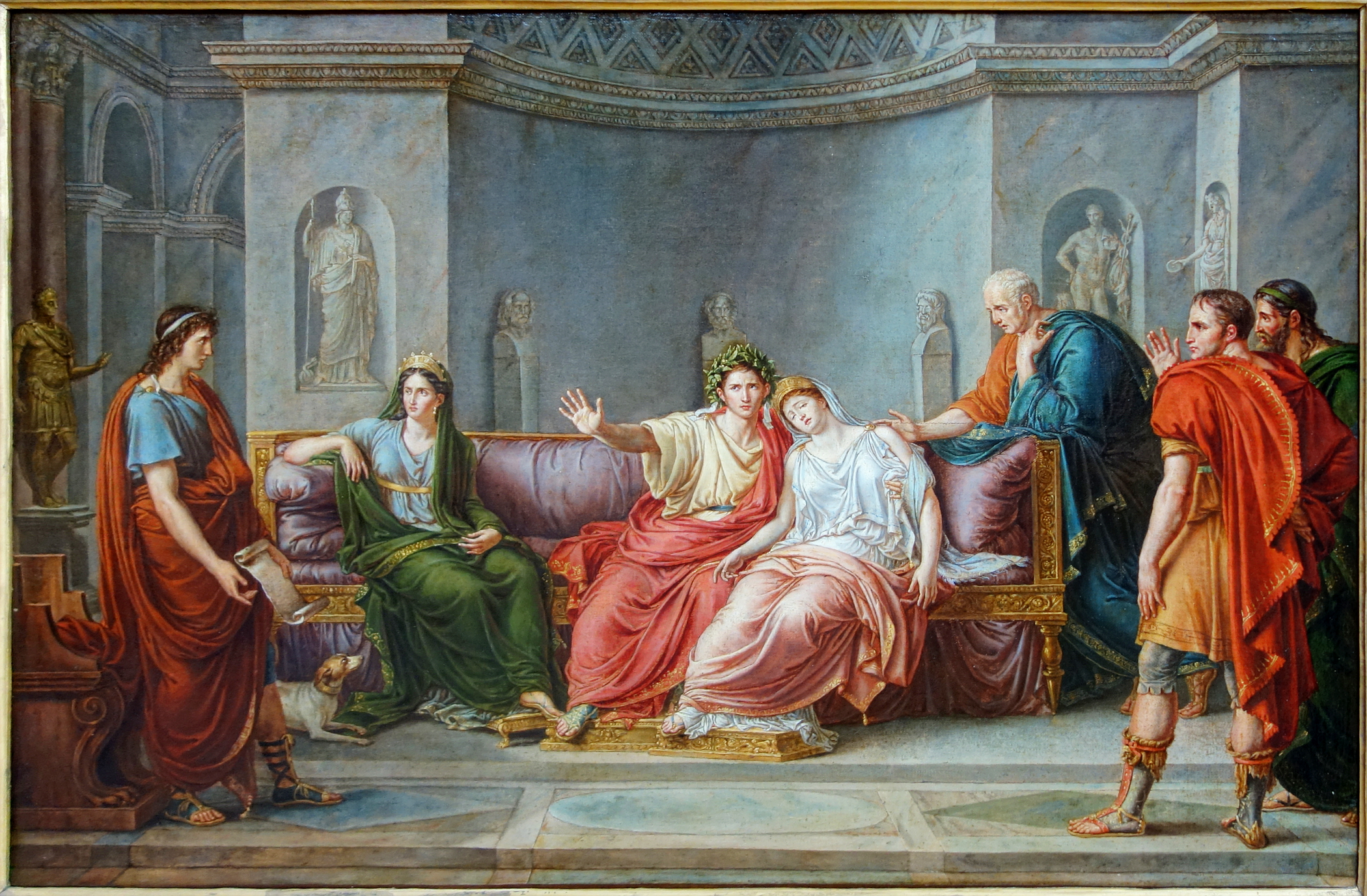
Điển tích Tu Marcellus eris – Vergilius đọc Aeneis cho sa hoàng Augustus và sa hậu Octavia nghe.

So với Iliás và Odýsseia, Aeneis bớt bạo lực cũng như yếu tố siêu linh hơn. Tác phẩm ghi lại nhiều sự kiện trọng đại của lịch sử La Mã thời cộng hòa, đồng thời bảo lưu nhiều giá trị đạo đức truyền thống của người La Mã. Aeneis nhìn chung khơi lại niềm hãnh diện của vị thế công dân La Mã và cũng mở ra kỉ nguyên thịnh vượng của văn nghệ thời đế quốc. Đây là trứ tác được lưu hành phổ biến nhất trong thời đế quốc La Mã và còn gây ảnh hưởng ở châu Âu trung đại. Tuy nhiên, phải tới cận đại, giá trị nghệ thuật của nó mới được quan tâm nghiên cứu.
Trong lịch sử nhân loại, Aeneis là tác phẩm văn nghệ tiên phong được ra đời theo hình thức đặt hàng. Cũng được coi là thành tố đảm bảo tính chính thống của triều đại Iulii-Claudii. Nhưng vượt những toan tính chính trị nhất thời, tác phẩm để lại cho văn hóa Tây phương một truyền thống văn nghệ quý báu.
Tại Việt Nam, Aeneis được bà Nguyễn Bích Như dịch qua bản tiếng Anh của tác gia G. Chandon, phát hành qua Nhà xuất bản Mũi Cà Mau năm 1986 dưới nhan đề Thần thoại La Mã. Năm 2017, dịch phẩm này được Công ty Sách Huy Hoàng phối hợp Nhà xuất bản Phụ Nữ hiệu đính và tái bản.

## Liên kết
1. ↑  Magill, Frank N. (2003). The Ancient World: Dictionary of World Biography, Volume 1. Routledge. tr. 226. ISBN 1135457409.
2. ↑  Gaskell, Philip (1999). Landmarks in Classical Literature. Chicago: Fitzroy Dearborn. tr. 161. ISBN 1-57958-192-7.
3. ↑  Damen, Mark (2004). "Chapter 11: Vergil and The Aeneid". Truy cập ngày 5 tháng 12 năm 2016.
4. ↑  Gill, N. S. "Why Read the Aeneid in Latin?". About.com. Bản gốc lưu trữ ngày 24 tháng 10 năm 2016. Truy cập ngày 5 tháng 12 năm 2016.
5. ↑  "History of Latin Literature". Truy cập ngày 5 tháng 12 năm 2016. {{Chú thích web}}: Đã bỏ qua tham số không rõ |encyclopedia= (trợ giúp)
6. ↑  E.G. Knauer, "Vergil's Aeneid and Homer", Greek, Roman, and Byzantine Studies 5 (1964) 61–84. Originating in Servius's observation, tufts.edu

### Tư liệu
- The Thirteenth Book of the Aeneid: a fragment by Pier Candido Decembrio, translated by David Wilson-Okamura
- Supplement to the twelfth book of the Aeneid by Maffeo Vegio at Latin text and English translation
- Warburg Institute Iconographic Database (about 900 images related to the Aeneid)
- Commentary on selections from the Latin text at Dickinson College Commentaries
- Four talks by scholars on aspects of the Aeneid: Virgil's relationship to Roman history, the Rome of Caesar Augustus, the challenges of translating Latin poetry, and Purcell's opera Dido and Aeneas), delivered at the Maine Humanities Council's Winter Weekend program.
- Notes on the political context of the Aeneid.[liên kết hỏng]
- Perseus/Tufts: Maurus Servius Honoratus. Commentary on the Aeneid of Vergil. (Latin)